# Elecciones generales de Malta de 1895
Entre el 26 y el 27 de agosto de 1895 se celebraron en Malta elecciones generales. Por primera vez desde 1883 se eligieron todos los escaños.

## Antecedentes
Las elecciones se realizaron bajo la constitución de Knutsford.

## Sistema electoral
De los 14 miembros del Consejo de Gobierno, diez serían elegidos por medio de circunscripciones uninomiales y cuatro representarían a la nobleza y terratenientes, graduados, clérigos y a la Cámara de Comercio.
| Circunscripción        | Localidades                         |
| ---------------------- | ----------------------------------- |
| I                      | La Valeta este                      |
| II                     | La Valeta oeste, Sliema, San Julián |
| III                    | Floriana, Pietà, Ħamrun, Msida      |
| IV                     | Bormla, Żabbar                      |
| V                      | Birgu, Senglea                      |
| VI                     | Mdina                               |
| VII                    | Birkirkara                          |
| VIII                   | Qormi                               |
| IX                     | Żejtun                              |
| X                      | Gozo                                |
| Fuente: Schiavone, p13 |                                     |

## Resultados
10.426 personas tenían derecho a voto, de las que 5.847 votaron, dando una participación del 56%. Solo se celebraron elecciones en tres circunscripciones, ya que el resto de candidatos no tuvieron oposición.
| Miembros generales electos  | Miembros generales electos | Miembros generales electos | Miembros generales electos              |
| Circunscripción             | Nombre                     | Votos                      | Notas                                   |
| --------------------------- | -------------------------- | -------------------------- | --------------------------------------- |
| I                           | Sigismondo Savona          | 493                        | Reelegido                               |
| II                          | Ernesto Manara             | 244                        |                                         |
| III                         | Giuseppe Bencini           | 373                        | Anteriormente por la Cámara de Comercio |
| IV                          | Frenc Mallia               | 322                        |                                         |
| V                           | Eduardo Bonavia            | 448                        |                                         |
| VI                          | Nutar Mallia Tabone        | 309                        | Reelegido                               |
| VII                         | Frans Wettinger            | 208                        |                                         |
| VIII                        | Cesare Darmanin            | 209                        |                                         |
| IX                          | Alfonso Caruana            | 150                        |                                         |
| X                           | Paolo Sammut               | 427                        | Reelegido                               |
| Miembros especiales electos |                            |                            |                                         |
| Escaño                      | Nombre                     | Votos                      | Notas                                   |
| Nobleza y terratenientes    | Testaferrata Moroni Viani  | 168                        |                                         |
| Graduados                   | Salvatore Grech            | 112                        |                                         |
| Clérigos                    | Alfredo Mifsud             | 199                        |                                         |
| Cámara de Comercio          | Edoardo Vella              | 152                        |                                         |
| Fuente: Schiavone, p179     |                            |                            |                                         |